# Linia D metra w Buenos Aires
Linia D – linia metra w Buenos Aires, otwarta 3 czerwca 1937. Ma długość 10,41 km (od stacji Catedral do Congreso de Tucumán). Przebiega pod Avenida Roque Sáenz Peña od stacji Catedral do stacji Tribunales, później skręca na Avenida Córdoba i Paraná, gdzie pierwszą stacją jest Facultad de Medicina. Następnie przechodzi w ulicę Azcuenaga, by dotrzeć do alei Santa Fe i Pueyrredón. Z Santa Fe, linia kontynuuje bieg ulicą Cabildo do stacji Congreso de Tucumán. Linia przewozi dziennie ponad 300 tysięcy pasażerów.
Linia do 1940 roku sięgała od stacji Catedral do Palermo, następna stacja, Ministro Carranza, została ukończona dopiero w 1993 roku. W 2000 roku linia została doprowadzona do Congreso de Tucumán.
Prąd jest pobierany za pomocą trakcji napowietrznej.